# El-Sheikh Abdelmoneim
El-Sheikh Abdelmoneim – sudański piłkarz grający na pozycji pomocnika. W swojej karierze grał w reprezentacji Sudanu.

## Kariera reprezentacyjna
W 1976 roku Abdelmoneim został powołany do reprezentacji Sudanu na Puchar Narodów Afryki 1976. Wystąpił na nim w jednym meczu grupowym, z Nigerią (0:1).